# Odorheiu Secuiesc
Odorheiu Secuiesc (mađarski: Székelyudvarhely, njemački: Oderhellen) je drugi najveći grad županije Harghita u Rumunjskoj

## Stanovništvo
Grad ima 36.948 stanovnika. Stanovništvo se sastoji od mađarske etničke zajednice Sikula koji čine 95,7% stanovništva, Rumunja (2,9%) i Roma (1,2%). Odorheiu Secuiesc ima najveći postotak Mađara (Sikula) među gradovima Rumunjske.

## Povijest
Odorheiu Secuiesc je tijekom povijesti bio središte sikulske administrativne jedinice Udvarhelyszék, zatim ugarske županije Udvarhely. Ime grada se prvi put spominje 1333. godine. U ovom gradu je održan prvi sikulski zbor 1357. godine. 1492. godine sagrađena je tvrđava, koja je kasnije više puta uništavana. Centar grada danas nosi barokna obilježja.
Grad je snašla katastrofalna poplava 2005. godine.

## Znamenitosti
Među znamenitostima se ističu franjevačka crkva i samostan iz 1728. godine, katolička i kalvinistička crkva iz 18. stoljeća, te Gradska kuća (nekad županijska kuća) koja je izgrađena 1895. – 1896.
Kapela Srce Isusovo najstarija je građevina u Odorheiu Secuiescu (13. stoljeće), a nalazi se na rubu grada. Materijalni spomenici kraja su predstavljeni u Muzeju Rezső Haáz.

## Gradovi prijatelji
- Békéscsaba
- Barcs
- Subotica
- Várkerület
- Hegyvidék
- Vác
- Dunajská Streda
- Soroksár
- Tatabánya
- Törökbálint
- Tihany
- Cegléd
- Hajdúdorog

## Vanjske poveznice
- Službena stranica grada  Arhivirana inačica izvorne stranice od 17. svibnja 2008. (Wayback Machine)
- [neaktivna poveznica] (sl.)